# Заборона доступу на морі
Заборона доступу на морі — військовий термін, що позначає заходи, спрямовані на запобігання використанню моря противником. Вони не обов'язково включають спробу забезпечити панування на морі з метою його використання для власних потреб. Застосування стратегії заборони доступу на морі потребує менше ресурсів, ніж забезпечення панування на морі, тому може бути досягнуте у ході асиметричної війни або при застосуванні доктрини флоту у наявності. Прикладом спроби унеможливити використання моря противником було застосування Німеччиною своїх субмарин під час Першої та Другої Світових воєн для атаки на морську торгівлю Британії.
У сучасному світі шляхом розміщення берегових установок протикорабельних ракет армії таких держав як Китайська Народна Республіка та Російська Федерація намагаються унеможливити дії флоту США поблизу власних берегів у випадку конфлікту.

## Дивись також
- Військово-морська стратегія
- Панування на морі
- Флот у наявності
- Засіб заборони доступу